# 古根豪森
古根豪森是德国巴登-符腾堡州的一个市镇。总面积8.25平方公里，总人口179人，其中男性94人，女性85人（2011年12月31日），人口密度22人/平方公里。